# Lokomotiva 387.0

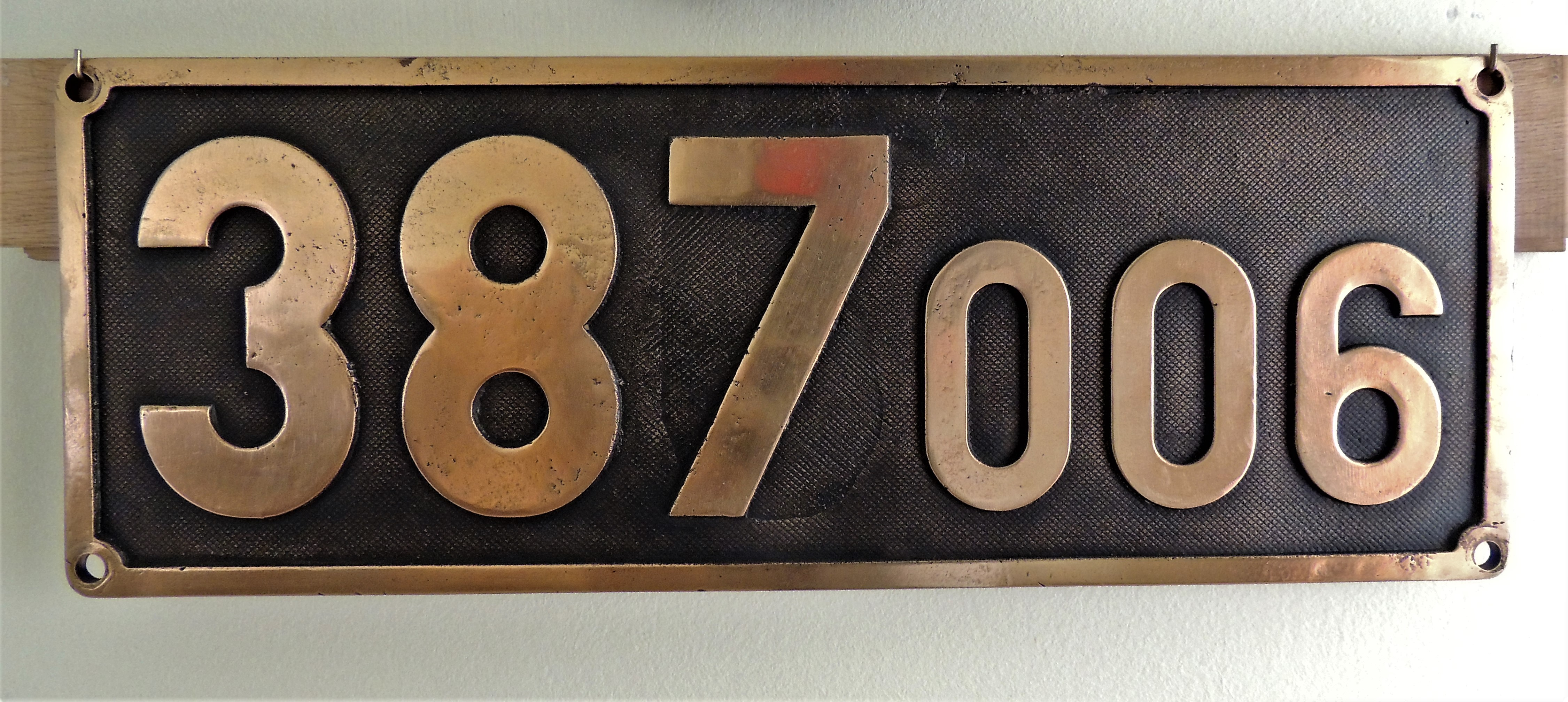
Číslo z lokomotivy ČSD 387.006 z roku 1926

Lokomotiva 387.0, přezdívaná „mikádo“, je rychlíková lokomotiva, vyráběná v plzeňských Škodových závodech s přestávkami mezi lety 1926–1937. Nahradila staré rakouské lokomotivy a také zánovní řadu 365.0, která na dopravu rychlíků zejména na tratích s většími sklony nedisponovala potřebným výkonem. V celkem pěti sériích bylo vyrobeno 43 kusů.
Po dobu více než 20 let sloužily lokomotivy ponejvíce v rychlíkové dopravě na hlavních tratích mezi Prahou, Bratislavou a dalšími velkými československými městy. V období druhé světové války zajížděly i do Drážďan a Vídně. Po dodávkách nových výkonných lokomotiv se čtyřmi spřaženými dvojkolími (řady 475.1, 498.0, 498.1) byly přesunuty na osobní vlaky, kde dosluhovaly až do poloviny sedmdesátých let. Nejdéle vydržela v provozu lokomotiva 387.016 a byla v Děčíně vyřazena roku 1974.
Poslední vyrobená lokomotiva 387.043 byla po odstavení z provozu předána do sbírek Národního technického muzea a provozována jako historická až do roku 2001, kdy jí skončila způsobilost kotle, kvůli níž dojezdila. V současnosti čeká v muzeu Českých drah v Lužné u Rakovníka na další osud.

## Historie

### Po první světové válce
Roku 1918 získaly nově vzniklé ČSD do svého parku celou řadu původem rakouských lokomotiv z produkce mnoha výrobců, konstrukčně naprosto nejednotnou. Nejcitelnější nedostatek vhodných lokomotiv byl patrný v rychlíkové dopravě, kde se jako nejvhodnější jevila řada 375.0, vyráběná mezi lety 1911–1916 více lokomotivkami. Československu však připadl pouze omezený počet a navíc byly i přes svůj nízký věk technicky poměrně zastaralé (vycházely ještě z prapůvodních vzorů z konce 19. století z dílny Karla Gölsdorfa). Jako první byly v První českomoravské továrně na stroje v Praze objednány lokomotivy řady 365.0, které měly starší 375.0 doplnit a případně i nahradit. První sérii dráhy převzaly roku 1921 a o dva roky později následovala i druhá; celkem bylo vyrobeno 40 kusů těchto lokomotiv.

### Neúspěch řady 365.0, cesta k„mikádům“

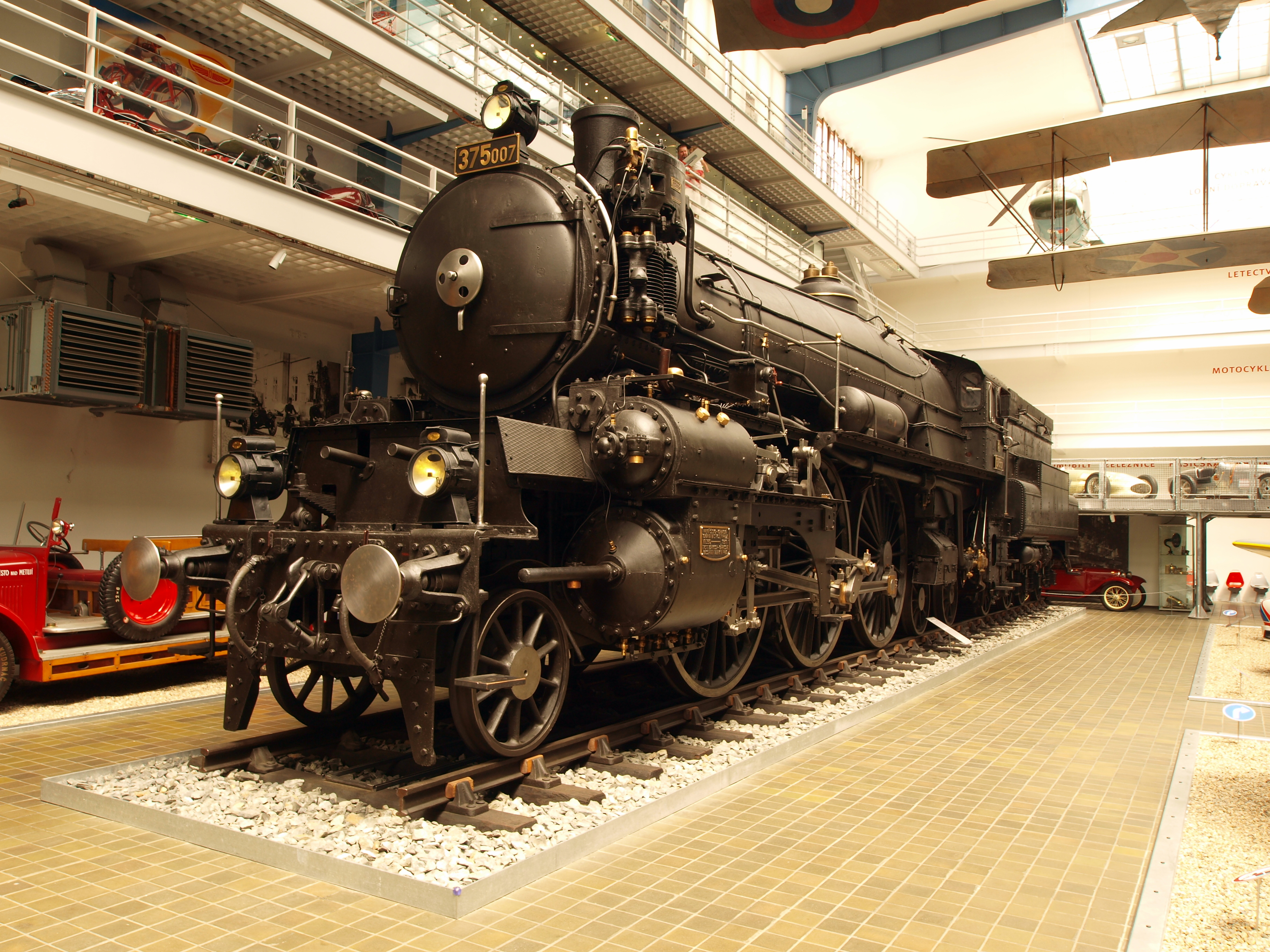
Lokomotiva řady 375.0 - nejstarší předchůdce „mikád“

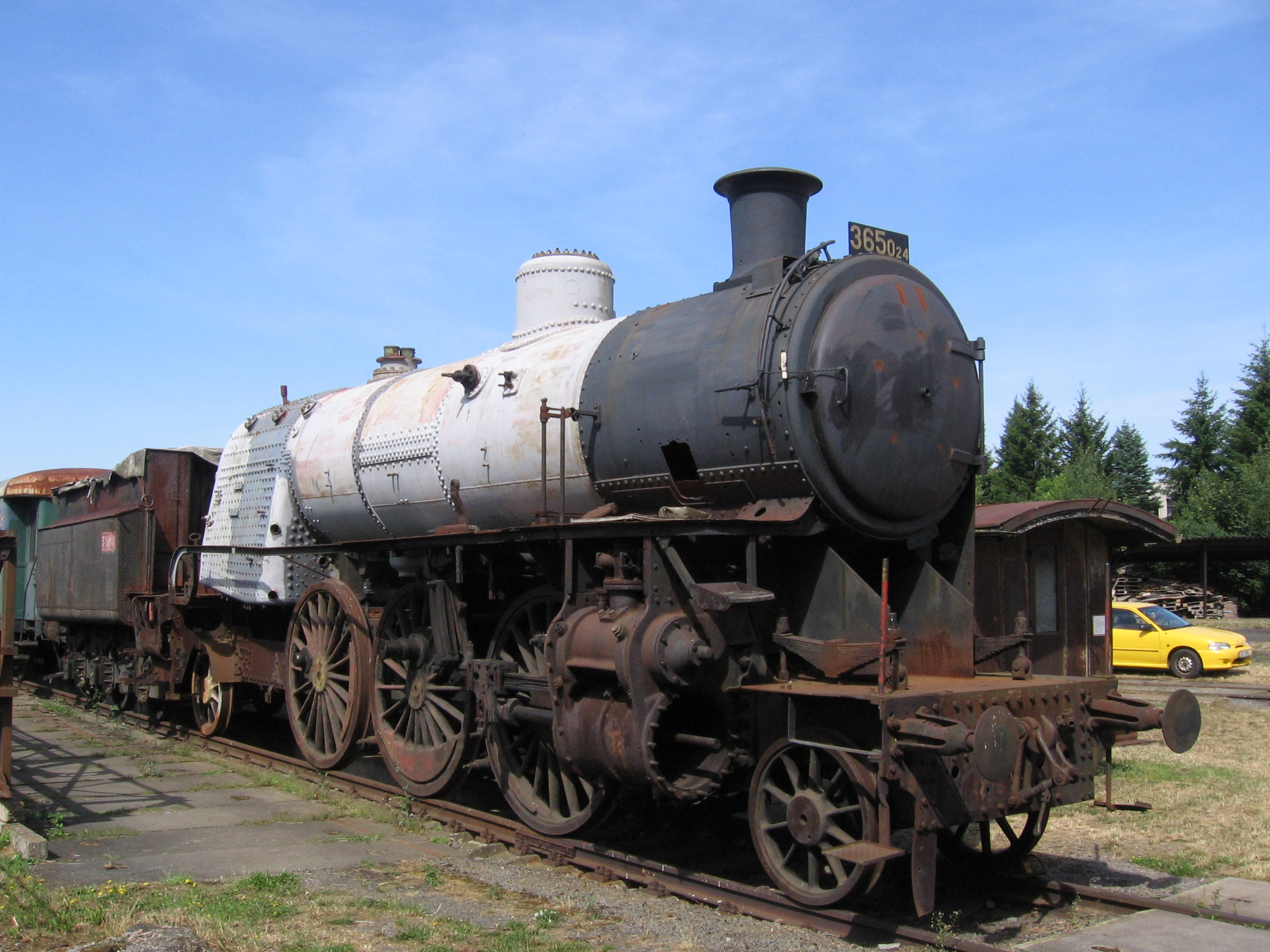
Torzo lokomotivy řady 365.0

Přestože řada 365.0 přinesla do provozu některé novinky, výkonově objednavatele zklamala a především na tratích s náročnějšími sklonovými poměry nezvládala držet požadovanou rychlost. Byla proto soustředěna spíše na zastávkové osobní vlaky a ČSD přišly s požadavkem na další nové lokomotivy, které by napravily chyby tohoto typu. Tyto lokomotivy už měly respektovat nejnovější trendy ve stavbě lokomotiv a nabídnout vyšší rychlost i výkon, potřebný při dopravě těžších vlaků. Zadání znělo, aby lokomotiva dokázala uvézt vlak o hmotnosti 400 tun do stoupání 10 promile rychlostí nejméně 60 km/h při maximálním nápravovém tlaku 16 tun. Zakázku po výběru z několika návrhů předalo ministerstvo železnic k vyřízení Škodovým závodům.
Ověřovací série šesti lokomotiv plánované řady 386.0 byla objednána v roce 1925 a hned nato začaly v plzeňském závodě konstrukční práce. Vedoucím týmu projektantů se stal zkušený švýcarský konstruktér Oskar Dolch, který vzhled a technické řešení lokomotivy do značné míry ovlivnil a prosadil použití moderních prvků – při výrobě této lokomotivní řady byl použit trámcový rám, třídílná nápravová ložiska se stavěcími klíny soustavy Obergenthmann a další. Rám lokomotivy je zhotoven z titanem legované oceli, jako materiál na výrobu topeniště zvolili projektanti měď. Na jaře 1926 byly výrobně dokončeny první lokomotivy a podrobeny zkouškám. Protože nakonec došlo k překročení celkové hmotnosti, lokomotivy dodatečně získaly označení řadou 387.0. Náležely k nim tendry řady 923.1, taktéž nově vyvinuté. Cena lokomotiv 387.001 a 002 činila 1 500 000 Kč (od čísla 003 už 1 200 000 Kč), tendru pak 414 000 Kč.

### Zkušební provoz, výroba
Nové lokomotivy byly zajížděny na obvyklé trati do Rokycan a Berouna, kde probíhaly zkoušky jak bez zátěže, tak v čele vlaků, zejména rychlých osobních. ČSD je sice převzaly (stalo se tak mezi 15. a 25. květnem 1926 v lokomotivním depu Plzeň), měly ale výhrady k významnému překročení a také nerovnoměrnému rozložení hmotnosti. Pro účely zkoušek jim byla proto snížena dovolená rychlost na 100 km/h.
Za těchto podmínek probíhal zkušební provoz až do roku 1929, kdy sice byly lokomotivy převzaty, ale výrobce na nich stále pracoval a snažil se nedostatky napravit. Sloužily především na osobních vlacích a rychlících na hlavní trati mezi Plzní a Prahou, v roce 1928 však první lokomotiva 387.001 odešla do Přerova a o rok později ji následovaly ostatní. Teprve v roce 1930 je vyrobena druhá série pěti kusů, označených 387.007–011. Mezi hlavní změny patřilo pozměněné rozložení hmotnosti, nové elektrické osvětlení, registrační rychloměr a jiné. Ani toto provedení ale odběratele plně neuspokojilo a přestože lokomotivy opět převzal, požadoval další úpravy.
Definitivní provedení, které již vyhovovalo oběma stranám, přinesla teprve třetí série, jejíž výroba započala v roce 1932. Změn doznal i kotel, jenž nově disponoval jiným dělením trubek, menší výhřevnou plochou i přehřívače při zachování shodné plochy roštu. Dosazeny byly také velké usměrňovací plechy, které první lokomotivy postrádaly. K těmto lokomotivám proběhla rekonstrukce původních tendrů 923.1 na novou řadu 930.0. U těchto lokomotiv již konečně došlo k povolení maximální rychlosti 110 km/h. Počet kusů třetí série se zastavil na devíti.
Čtvrtá a pátá série byly vyráběny s přestávkami v letech 1933, 1935 a 1937. Především lokomotivy poslední série už disponovaly zmenšeným průměrem válců na 500 mm, nasávacími záklopkami na nich a dalšími drobnými úpravami, zvyšujícími celkovou technickou úroveň konstrukce. Díky těmto změnám jejich dovolená rychlost dosáhla až 120 km/h, přeznačeny však již nebyly. Celkem tak z bran Škodových závodů vyjelo 43 lokomotiv řady 387.0.

#### Lokomotiva 386.001II
Po přeznačení „mikád“ na novou řadu 387.0 se jejich původní označení uvolnilo a koncem dvacátých let bylo využito pro zkušební lokomotivu 386.001, která se tak stala druhým obsazením této řady a z řady 387.0 konstrukčně vycházela. Vyrobena byla ve Škodovce roku 1927 a přes pražské Masarykovo nádraží se dostala do Přerova, kde sloužila spolu s ostatními lokomotivami 387.0. V roce 1937 si ji dráhy vybraly jako zkušební a dosadily na ni dodatečné oplášťování; stalo se tak v dílnách v Ostravě-Přívoze. Poté prošla mnoha zkouškami jako proudnicová lokomotiva. Přes úsporu paliva a nižší aerodynamický odpor ale zakrytování způsobovalo problémy při údržbě a pro atypičnost bylo roku 1948 rozhodnuto o jejím zrušení.

#### Přezdívka
Již v období výroby si lokomotivy vysloužily svou nejrozšířenější přezdívku – „mikádo“. Původem tohoto pojmenování je tvar komínu s korunkou, připomínající ve třicátých letech oblíbený ženský účes s krátkými vlasy. Při pozdějších rekonstrukcích sice některé lokomotivy o tento komín přišly, ale přezdívka jim už zůstala.

## Provoz

### Do roku 1938

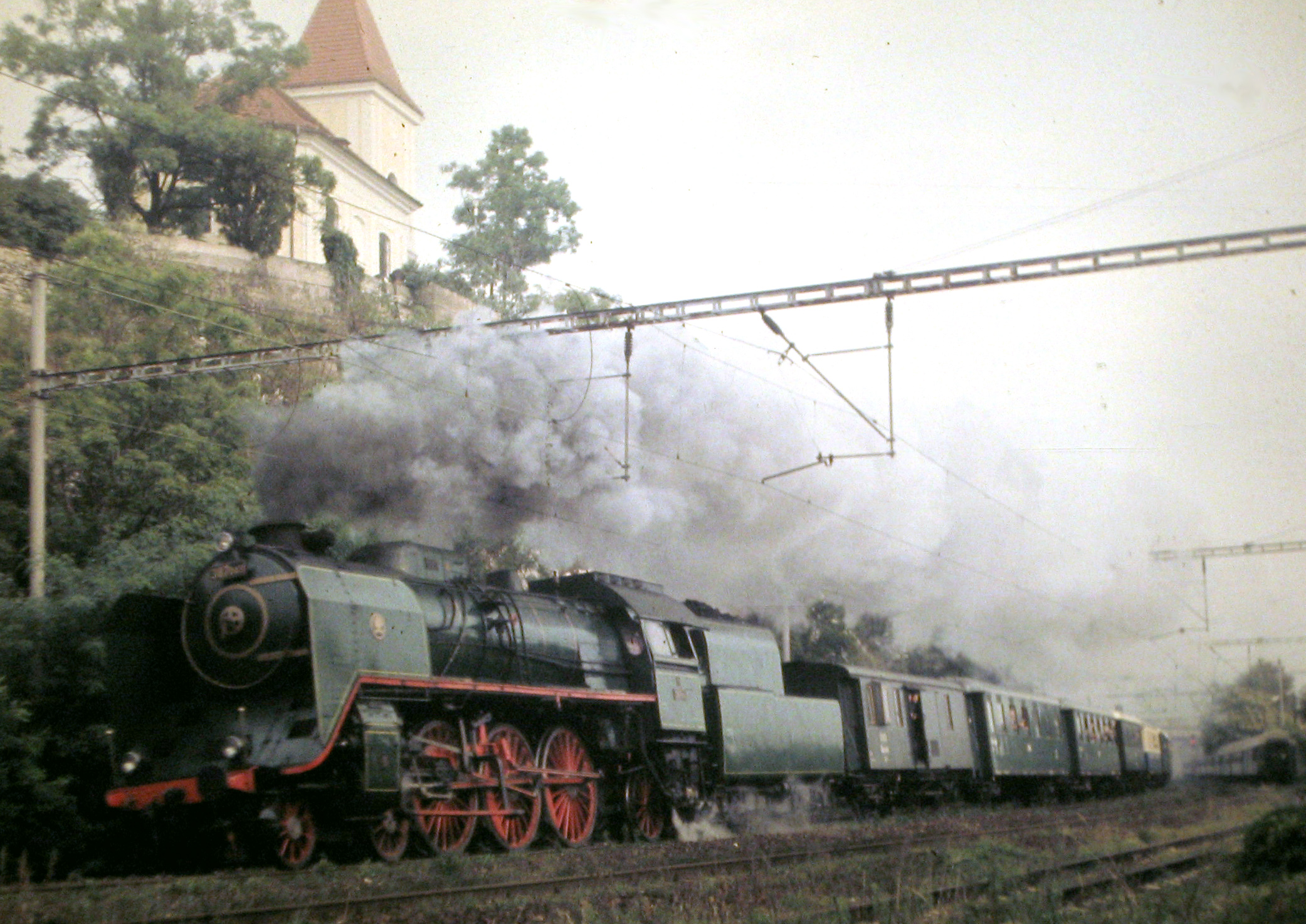
Lokomotiva 387.043 v čele vlaku pod pražským Zlíchovem

Z výroby lokomotivy jejich majitel přidělil podle potřeby do výtopen na hlavních tazích – vzhledem k tomu, že na některých tratích bylo nejprve nutné zesílit svršek, dostaly se do těchto lokalit až se zpožděním. Nejvíce lokomotiv provozovaly výtopny Plzeň, Praha Masarykovo nádraží, Přerov, Bratislava a Brno. Na rychlících dokázaly nahradit řadu 375.0 s velkými rezervami a úsporami – při správné obsluze a kvalitním uhlí dosahovaly i o více než pětinu nižší spotřeby paliv a maziv. V průběhu let se dislokace průběžně měnila a lokomotivy se dostaly do Břeclavi, České Třebové a dalších výtopen. Mezi jejich prestižní výkony patřily rychlíky mezi Prahou a Bratislavou, které sice později dobou jízdy překonal nově zavedený expresní vlak Slovenská strela, přesto se na nich objevovaly ve velké míře až do začátku války.
Ve třicátých letech byla vyrobena malá série devíti kusů řady 486.0 (a tří řady 486.1), disponující sice vyšším výkonem a parametry pro vozbu nejtěžších rychlíků, vzhledem k jejich malému počtu ale byly přiděleny pouze do výtopen Spišská Nová Ves (6 kusů) a Praha (3 kusy) a řadu 387.0 vystřídaly jen na vlacích, kde trakčně nestačila – především na trati Košice – Žilina. Trojice 486.1 našla domov v Přerově a sloužila spolu s řadou 387.0 na rychlících.

### Druhá světová válka
Během druhé světové války připadly české lokomotivy protektorátním BMB – ČMD a ty je nasadily i do „mezinárodní“ dopravy – z Prahy vozily rychlíky do Drážďan a Vídně (přes České Velenice), zajížděly i na Ostravsko. Lokomotivy z pražské výtopny dopravovaly drážďanské rychlíky až do dubna 1945 a jen se štěstím přečkaly bombardování Drážďan. Stroje které zůstaly na Slovensku provozovaly tamní SŽ na hlavní trati Bratislava – Košice. Po osvobození se všechny lokomotivy vrátily do vlastnictví ČSD.

### Pozdní období, vyřazování

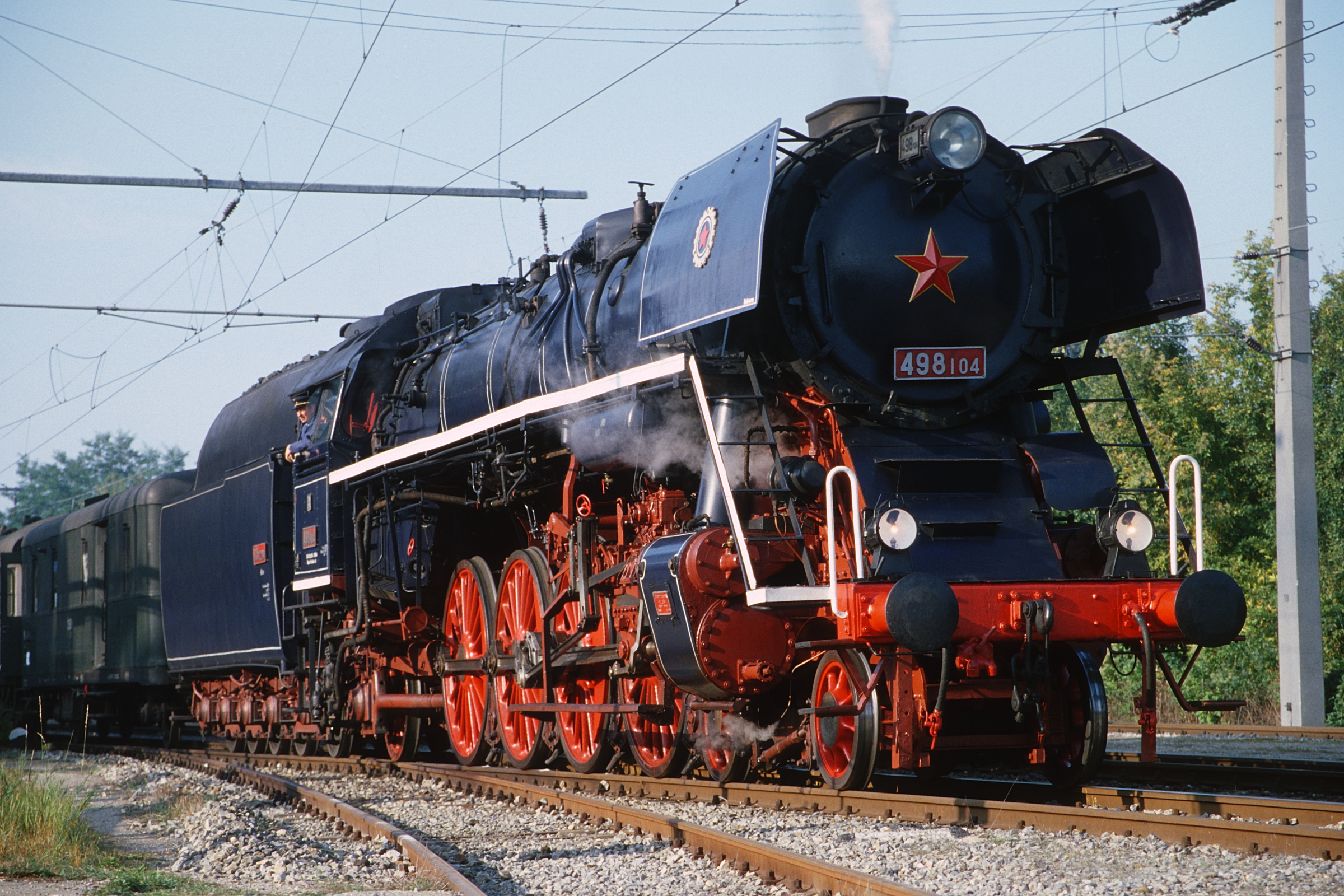
Řada 498.1

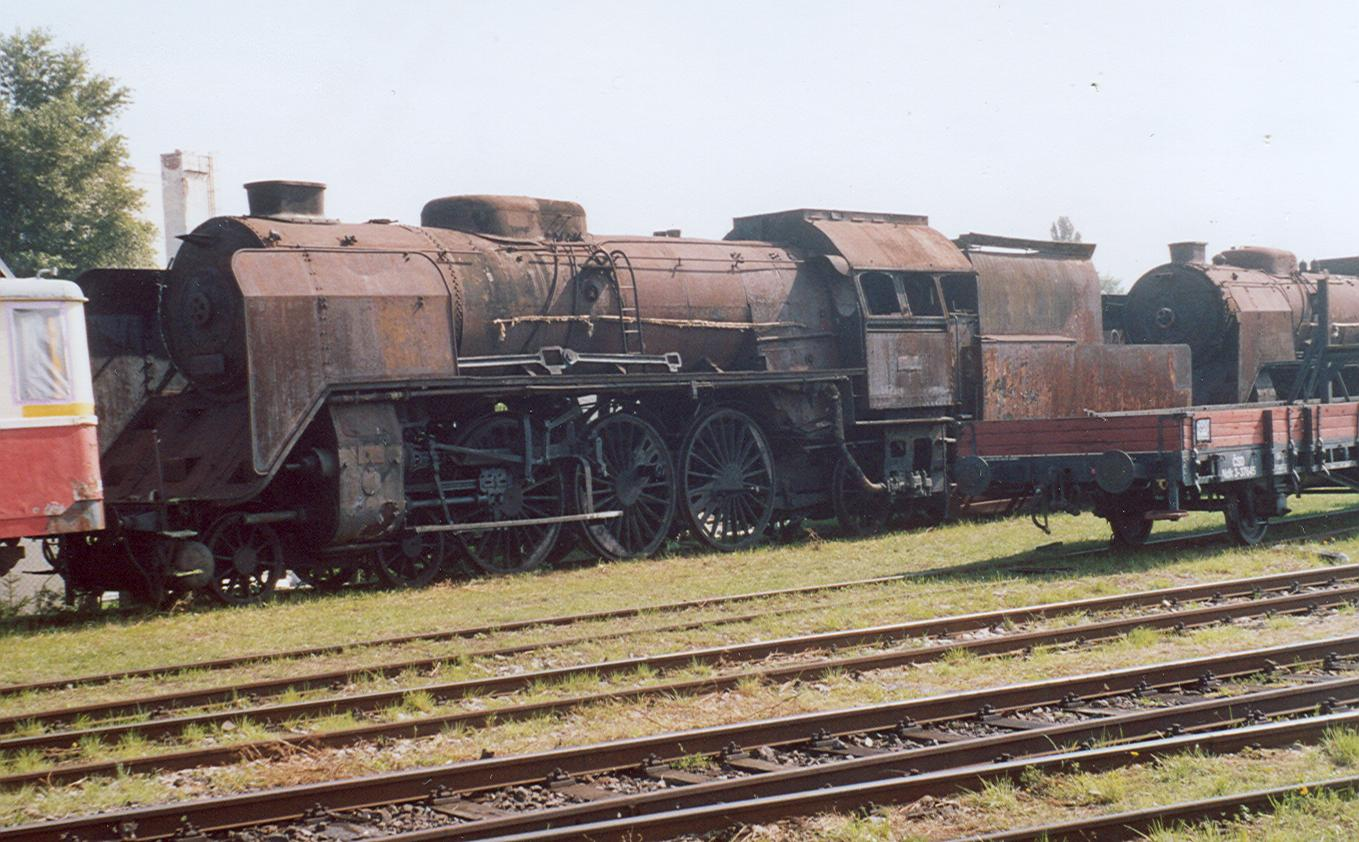
Vrak lokomotivy 387.019

Obnovení Československa sice vrátilo řadu 387.0 na původní výkony téměř beze změn, netrvalo to však dlouho – již v říjnu 1945 podaly dráhy objednávku na nové rychlíkové lokomotivy řady 498.0, schopné řadu 387.0 nahradit při vyšším výkonu i rychlosti a doplnit nepočetný stav předválečných lokomotiv řady 486.0/1. První lokomotivy začaly přicházet do provozu na sklonku roku 1946 a to znamenalo pro „mikáda“ prakticky konec v dálkové rychlíkové dopravě. Většina lokomotiv přešla na méně důležité výkony, jako byly zastávkové osobní vlaky na hlavních tratích, případně lehké nákladní vlaky. Po dodávkách řady 498.1 v polovině 50. let definitivně opustily Prahu i Slovensko a byly soustředěny ve třech výtopnách – Děčíně, Brně a Přerově. V první jmenované služebně byly určeny zpočátku i na rychlíky na pražské trati, po předání řady 498.0 z jiných výtopen byly určeny už jen na podřadné osobní vlaky. V Brně sloužily v osobní i rychlíkové dopravě především na tratích do České Třebové a Přerova, kde se potkávaly s tamními stroji. V tomto období také některé lokomotivy dodatečně přišly o původní komín s korunkou (a tedy vlastně i zdroj přezdívky); došlo k jeho náhradě moderní dyšnou Kylchap.
Tento model vydržel v podstatě až do poloviny 60. let, kdy začaly být po příchodu prvních motorových lokomotiv tyto již více než tři desetiletí staré stroje nadbytečné a zastaralé. První vyřazenou se roku 1967 stala děčínská 387.038 a další stroje na sebe nenechaly dlouho čekat. Po roce 1972 už sloužily pouze jako záložní a střídací v případě nedostatku jiných lokomotiv, jelikož dopravu vlaků převzala nová řada T 478.3 z ČKD. Nejdéle vydržely v provozu také děčínské lokomotivy, které ještě v sedmdesátých letech 20. století vozily mezinárodní rychlíky z Masarykova nádraží do Děčína (kde přepřahaly na V 180),[zdroj?] a kapitolu provozu řady 387.0 uzavřelo odstavení lokomotivy čísla 016 roku 1974. Většina lokomotiv skončila v kovošrotech, zachovány byly pouze tři – na Slovensku existují nekompletní torza lokomotiv 387.017 a 019 (přičemž na stroji 017 byla v roce 2010 zahájena oprava), v České republice pak poslední vyrobený stroj 387.043 v majetku Národního technického muzea.

#### Zajímavost
Lokomotiva 387.018 si zahrála jako Líza ve filmu Železný dědek z roku 1948.
Lokomotiva 387.043 si zahrála v seriálu Panoptikum města pražského, v díle Pan rada v Paříži z roku 1987

## Muzejní lokomotiva 387.043

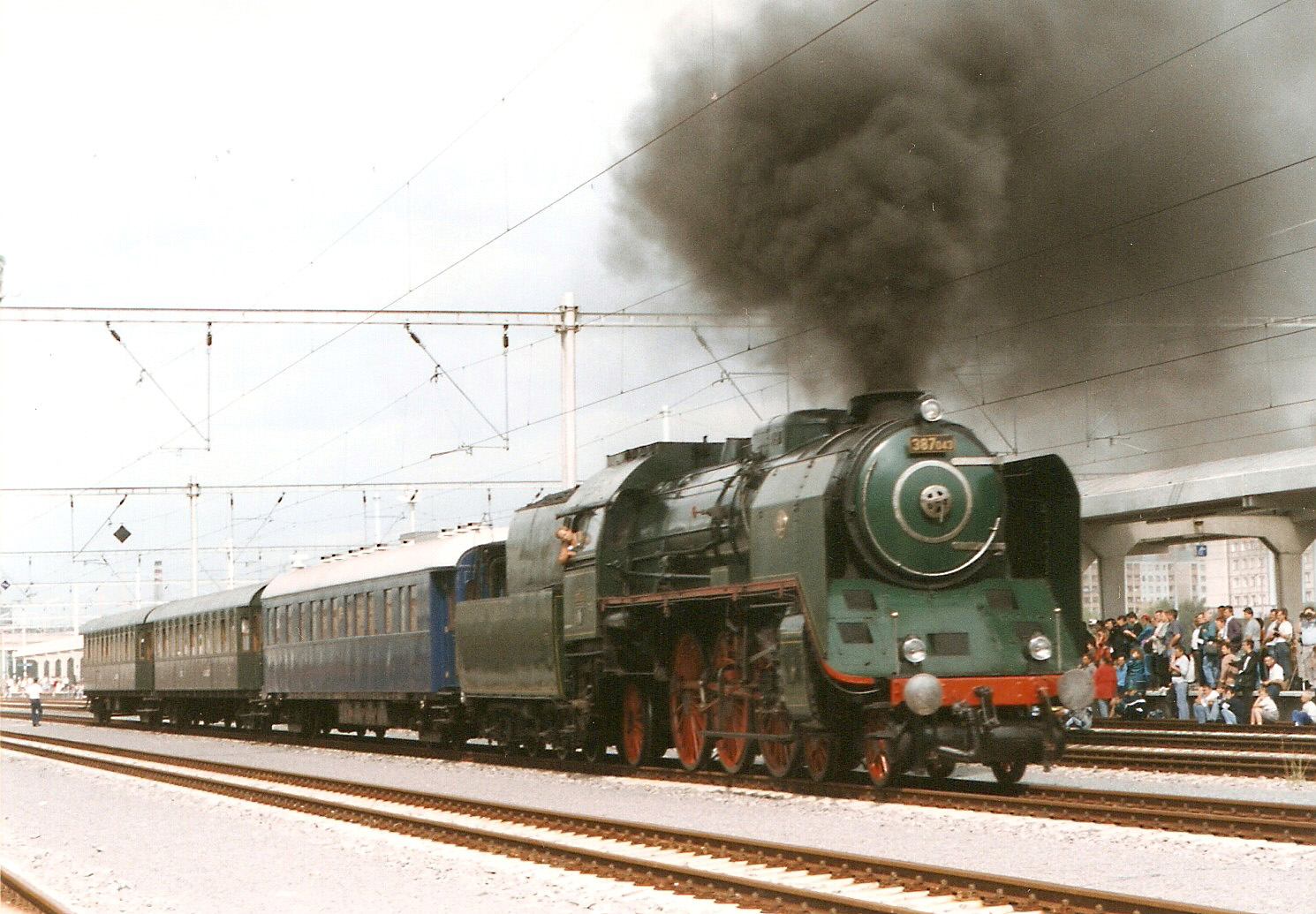
Lokomotiva 387.043 v roce 1998 na oslavách 150 let železnic na Slovensku v Bratislavě-Petržalce

Lokomotiva 387.043 byla vyrobena roku 1937 pod výrobním číslem 847. Z výroby ji získala výtopna Praha Masarykovo nádraží, odkud po vzniku BMB – ČMD přešla v roce 1939 do Břeclavi. Na jaře 1945 byla lokomotiva poškozena nálety, ale po skončení války byla opravena, navrácena do provozu a roku 1948 předána do výtopny Brno-Horní Heršpice. Už v šedesátých letech se ocitla na seznamu lokomotiv určených k předání Národnímu technickému muzeu a zachování – stalo se tak po jejím vyřazení roku 1968. Deponována byla v Nymburce, příliš často ale nejezdila a špatná údržba se začala podepisovat na jejím stavu. V polovině 80. let prošla opravou pojezdu a novým lakem a přešla do opatrování kolektivu depa Louny. Generální opravou prošla v dílnách České Velenice mezi lety 1987–1988 (její opravu inicioval především Jiří Sedláček z vedení ŽOS) a od toho data byla využívána k historickým jízdám a setkáním v Československu i zahraničí. V roce 2001 lokomotivě skončila způsobilost kotle a byla odstavena; později byla přesunuta do muzea ČD v Lužné u Rakovníka, kde zůstává odstavena do současnosti.